# جاده ۵ ایالات متحده آمریکا
جاده ۵ ایالات متحده آمریکا (انگلیسی: U.S. Route 5) یکی از بزرگراه‌های ایالات متحده آمریکا است که به طول ۴۸۳ کیلومتر از نیوهیون، کنتیکت شروع و در داربی لاین، ورمانت در مرز ایالات متحده آمریکا–کانادا به پایان می‌رسد.

## نگارخانه

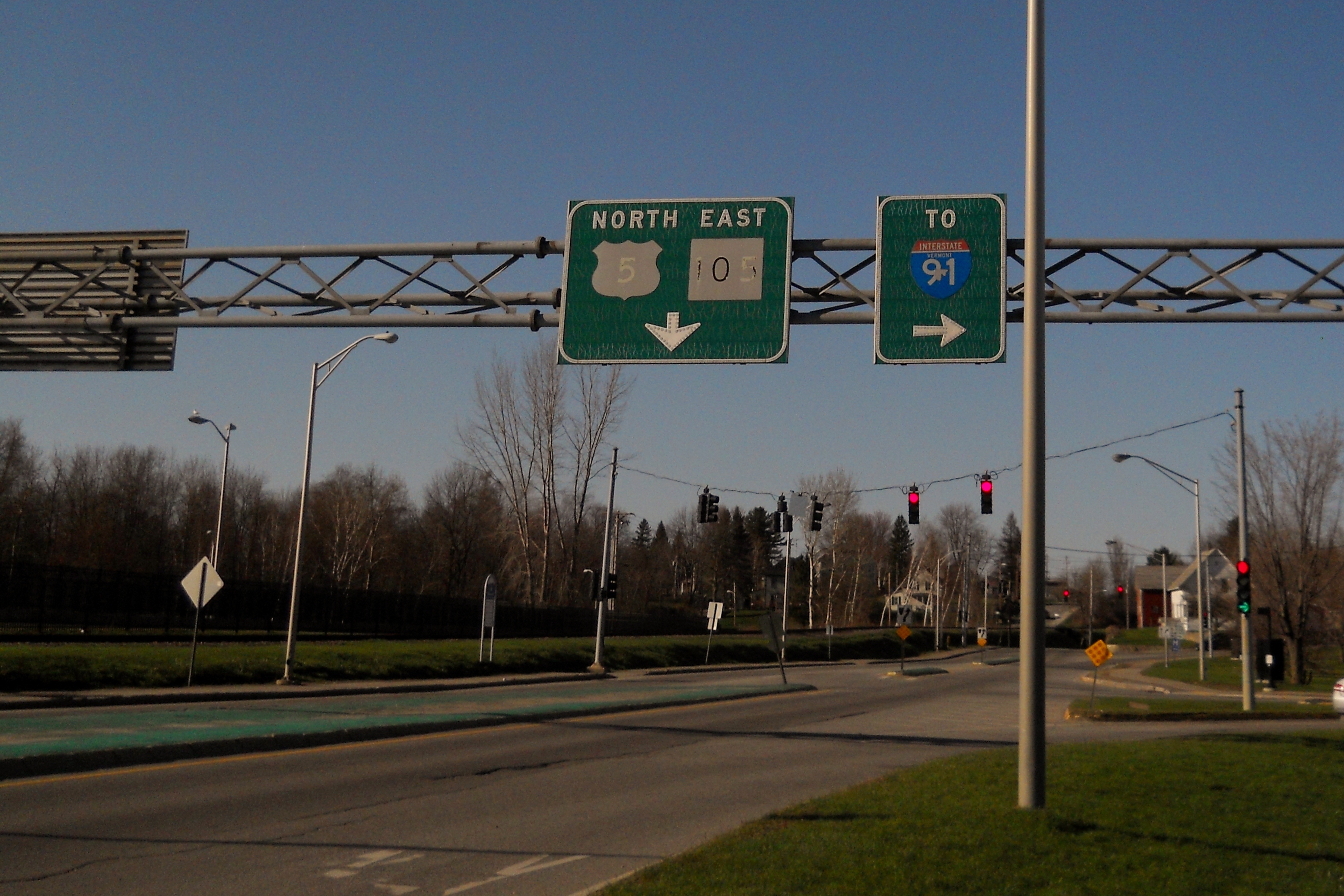
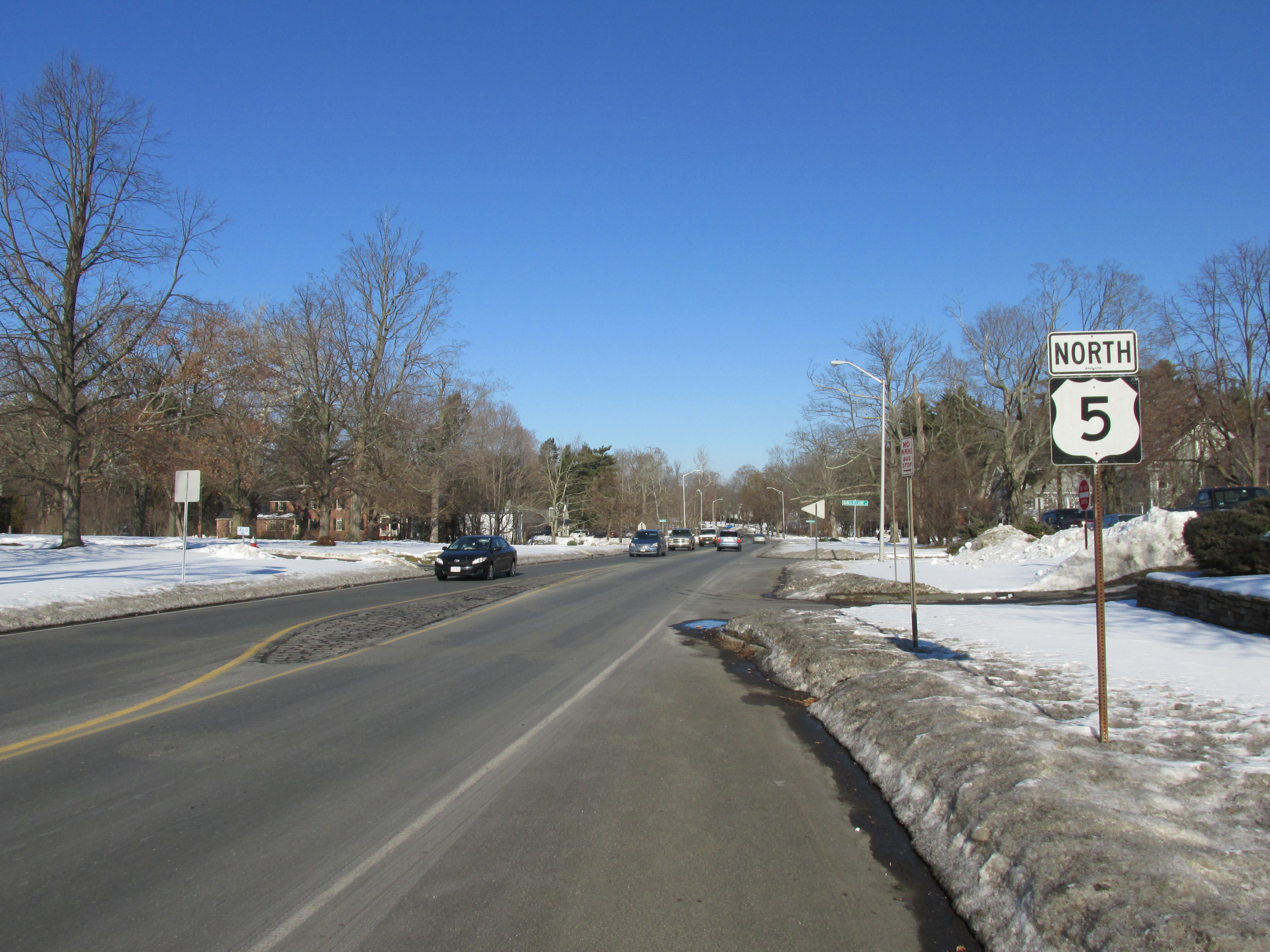
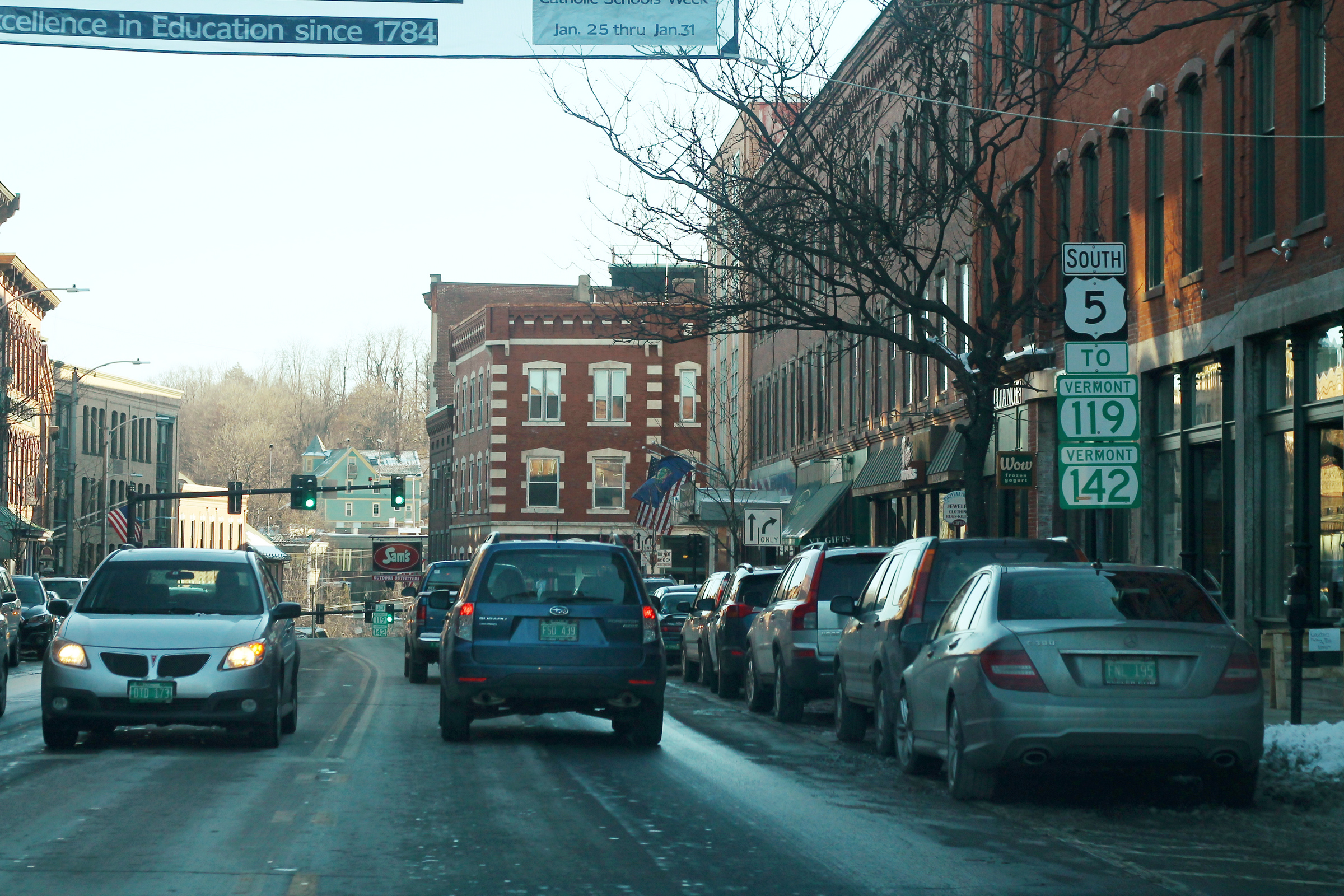
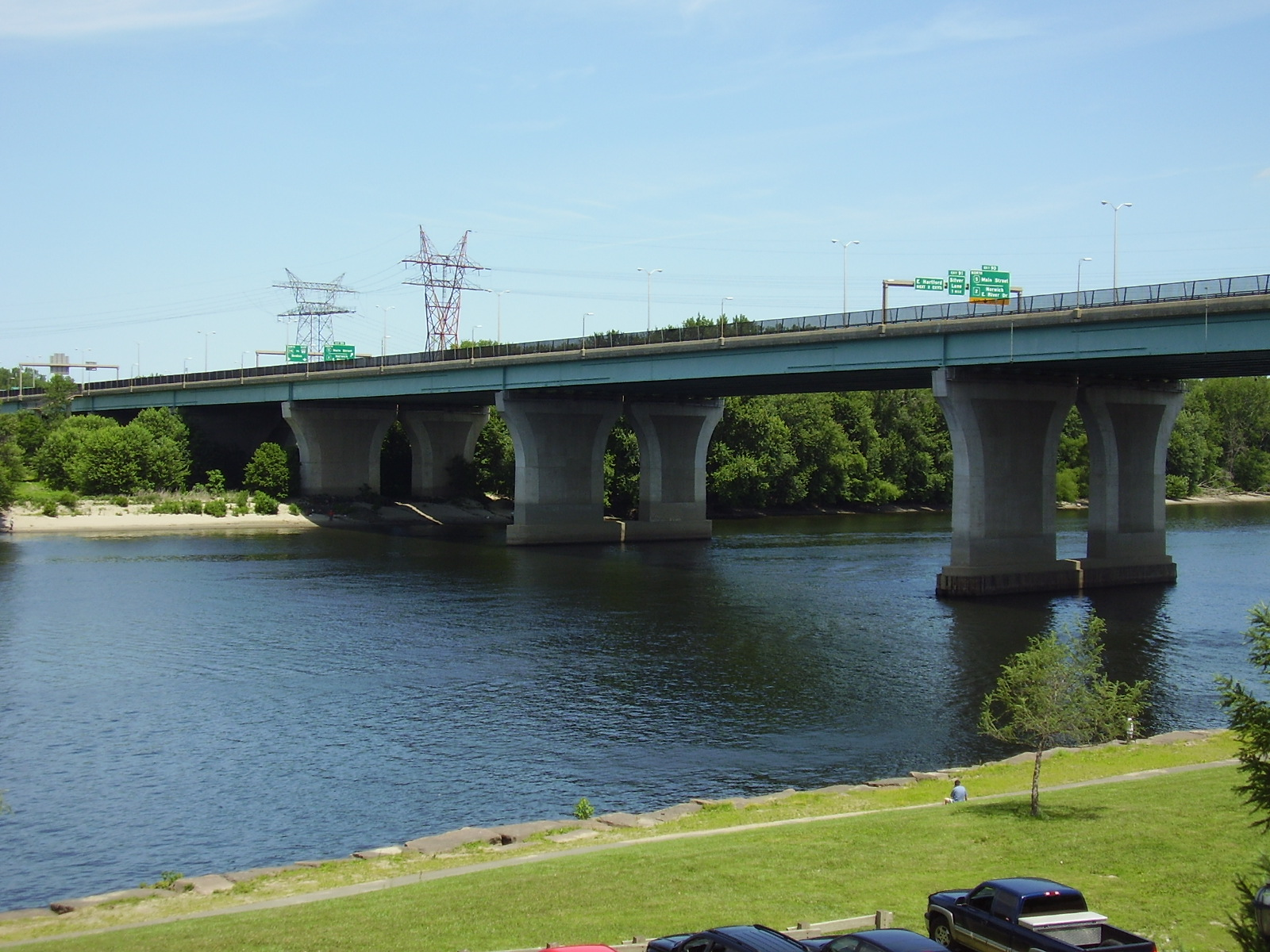